# Benedikt Maria Trappen
Benedikt Maria Trappen (* 6. September 1961 in Dudweiler) ist ein deutscher Autor.

## Leben
Trappen besuchte das Von der Leyen-Gymnasium in Blieskastel. Anschließend studierte er Philosophie, Germanistik und Grundschulpädagogik an den Universitäten Saarbrücken und Landau. 2010 machte er den 1976 erlebten sexuellen Missbrauch durch seinen Onkel, den Priester Paul-Gerhard Müller, öffentlich, was 2012 zu dessen Entlassung aus dem Priesterstand führte. Die literarische Verarbeitung des Erlebten veröffentlichte er 1982 unter dem Titel Der Neffe in einer Auflage von 60 Exemplaren in der Zeitschrift „Handzeichen“ in Sulzbach/Saar.
Gedichte erscheinen seit 2012 mit Holzschnitten von Heinz Stein in der Edition Xylos (Gelsenkirchen). Für das Jahrbuch „Aufgang. Jahrbuch für Denken – Dichten – Musik“ war Trappen von 2012 bis 2014 als Autor, 2013 und 2014 auch als wissenschaftlicher Beirat tätig. 2014 erschien Dasselbe, das ein anderes ist. Einübung in das dichterische Denken.
Trappen ist verheiratet. Nach 30 Jahren Schuldienst an Grundschulen, davon 21 Jahre in Schulleitungsfunktion, wurde er am 31. Juli 2024 aus gesundheitlichen Gründen auf eigenen Wunsch in den Ruhestand versetzt.

## Rezeption und Kritik
Andreas Merkel reflektierte den Text „Unwahrscheinliche Begegnung in der Niemandsbucht“, in dem Trappen ein persönliches Treffen mit Peter Handke im Oktober 2017 schildert. Merkel nennt den Bericht einen „schaurig-schönen Text“, der das Ereignis „mit alptraumhafter Präzision“ und auf „schmalem Grat zwischen Bildungsbürgertum und Stalking“ behandle. Trappen hielt sich in der Nähe von Handkes Haus in Chaville auf „und rastet dann komplett aus, als er nicht nur des Dichters in Realperson ansichtig wird, sondern von diesem auch noch ins Heim gebeten wird.“ Merkel bezeichnet es als ebenso „’rührend’ wie vernichtend,“, dass „Trappen natürlich nicht anders kann, als dem Bewunderten auch noch das eigene Buch zu zeigen.“ Was Merkel „an B. M. Trappens großem Text so begeistert, ist, wie er auf eins der Grundprobleme der Literatur verweist: den fast schon pathologischen Drang des mehr oder weniger fanatischen Lesers (der jeder Autor mal gewesen sein muss, als er/sie/es noch klein war), selber schreiben zu wollen.“
Heimo Schwilk schreibt in der Junge Freiheit in einer Rezension des Buches Noch immer gibt es Gedichte: „Geschult an der Haiku-Kunst entwirft der Lyriker Benedikt Maria Trappen ein Panorama der Gegenwart, das manchmal entzückt und manchmal enttäuscht. Dabei kreuzen sich in den Versen geniale Eingebungen und Allgemeinplätze.“

## Publikationen
- Dasselbe, das ein anderes ist. Einübung in das dichterische Denken. Mit einem Nachwort von José Sánchez de Murillo. Schriften der Luise-Rinser-Stiftung Band 3. München 2014, ISBN 978-3-00-045123-2.
- als Hrsg.: Abschied vom Gewohnten. Schriften der Luise-Rinser-Stiftung Band 2. München 2013, ISBN 978-3-00-038861-3.
- Dein Wort sei nur Gesang. Die Dimension der Tiefenphänomenologie. in: Abschied vom Gewohnten. Schriften der Luise-Rinser-Stiftung Band 2. München 2013, ISBN 978-3-00-038861-3, S. 221–238.
- Worte in der Dämmerung. Fragmente aus der Erfahrung des Schreibens. In: Aufgang. Band 9, Stuttgart 2012, ISBN 978-3-17-022349-3, S. 314
- Auf der Schwelle zu Ostern. Krise und Chance der katholischen Kirche. In: Aufgang. Band 9, Stuttgart 2012, ISBN 978-3-17-022349-3, S. 352
- als Hrsg.: Wenn wieder eine Wende kommt... Reiner Kunze zum Eintritt ins Hohe Alter, Widmungsgedichte aus 50 Jahren, mit Holzschnitten von Heinz Stein, Privatdruck, Gelsenkirchen 2012
- Das Wort nach innen genäht. Die Tiefenlogik der Geisteswissenschaft. Reiner Kunze zum achtzigsten Geburtstag. In: Aufgang. Band 10, Stuttgart 2013, ISBN 978-3-17-022974-7, S. 200.
- mit Hans Peter Duerr: Mythen. Rituale. Nicht alltägliche Bewusstseins- und Erlebensweisen. Ein Schreib-Gespräch. In: Aufgang. Band 10: Bildung – was ist das? Stuttgart 2013, ISBN 978-3-17-022974-7, S. 156–163.
- Reisetagebuch. In: Aufgang. Band 11, Stuttgart 2014, ISBN 978-3-17-025372-8, S. 199.
- Der Weg entsteht im Gehen. In: Der Kreis. Nr. 273, Mai 2015, ISSN 2197-6007, S. 42 ff.
- Der Himmel ist auch die andere Erde. Aus Tagebüchern und Briefen. Mit einem Vorwort von Jochen Kirchhoff. Edition Habermann, München 2016, ISBN 978-3-96025-003-6.
- Freiheit, Bewusstheit, Verantwortlichkeit. Festschrift für Volker Zotz zum 60. Geburtstag. Hrsg. Friedhelm Köhler, Friederike Migneco, Benedikt Maria Trappen; Edition Habermann, München 2016, ISBN 978-3-96025-009-8; enthält Freiheit, Bewusstheit, Verantwortlichkeit. Volker Zotz. Ein Leben für den interkulturellen Dialog (S. 16–40); Die Andersheit des anderen. Dialektik und Dialog. Zum Denken Martin Bubers (S. 270–288) und Dreizehn Silben (S. 404).
- Wem sonst als Ihnen? Der Briefwechsel zwischen Luise Rinser und Ernst Jünger in: Luise Rinser und Ernst Jünger Briefwechsel 1939–1944, Aufgang Verlag, Augsburg 2016, ISBN 978-3-945732-10-6[10]
- José Sánchez de Murillo und die Tiefenphänomenologie. Versuch einer Annäherung. Ein Porträt von Benedikt Maria Trappen; in: Information Philosophie 3, Oktober 2017, Hrsg. Peter Moser, Lörrach 2017
- Als Internetveröffentlichung: Unwahrscheinliche Begegnung in der Niemandsbucht, Logbuch Suhrkamp 2018[11]
- Als Internetveröffentlichung: Der Neffe, Spiegel Online 2010[12]
- Luise Rinser und Anagarika Govinda. Analyse und Dokumente ihrer Begegnung. Wissenschaftliche Schriftenreihe des Anagarika Govinda Instituts für buddhistische Studien. Band 1, Hrsg. Volker Zotz, Edition Habermann, München 2019, ISBN 978-3-96025-015-9
- Wahrheit, Ewige Wiederkehr, Wille zur Macht. Grundthemen Nietzsches in der Auslegung von Karl Jaspers. Verlag F. Pfeil, München 2020, ISBN 978-3-89937-259-5
- Ach, dass ich doch erst Befreiter wäre. Friedrich Nietzsche. Eine Lebensgeschichte in Briefen. Verlag F. Pfeil, München 2020, ISBN 978-3-89937-260-1
- Worte in der Dämmerung. Gedichte und Prosa 1978–1982. Edition Habermann, München 2022, ISBN 978-3-96025-022-7
- Das Geheimnis des Baches. Erlebtes. Erdachtes. Erlesenes. Free Pen Verlag, Bonn 2023, ISBN 978-3-945177-98-3
- Noch immer gibt es Gedichte. Leben. Schreiben. Lesen. Free Pen Verlag, Bonn 2023, ISBN 978-3-945177-97-6

Trappen ist Autor von Rezensionen in den Periodika Aufgang. Jahrbuch für Denken – Dichten – Musik, Der Kreis; Evolve. Magazin für Bewusstsein und Kultur, Buddhismus aktuell und Yoga aktuell.